# Massing
Massing è un comune tedesco di 4 061 abitanti, situato nel land della Baviera.